# Megaris (Gattung)
Megaris ist die einzige Gattung der Familie Megarididae der Wanzen-Teilordnung Pentatomomorpha. Sie umfasst 16 Arten.

## Merkmale
Die Tiere werden fünf Millimeter oder weniger lang und haben einen eiförmigen, stark konvexen Körper. Das Schildchen (Scutellum) ist vergrößert, kugelig und überdeckt den Hinterleib und die Flügel.
Der Vorderrand des Kopfes und der Vorder- und Seitenrand des Pronotums sind gerillt und etwas zurückgestülpt. Die Fühler sind viergliedrig und tragen zahlreiche Setae, die so lang sind, wie der Durchmesser der Segmente (Weibchen) bzw. deutlich länger als dieser sind (Männchen). Das Schildchen bedeckt den Hinterleib und die Flügel vollständig. Die Vorderflügel sind doppelt so lang wie der Hinterleib und haben zur Flügelfaltung einen dünnen Bereich ungefähr auf Höhe der Mitte der Costalader. Der Flügelmembran fehlen parallel verlaufende Flügeladern oder sie hat eine einzelne große Ader. Die Tarsen sind zweigliedrig. Die Trichobothria am Hinterleib sind schräg auf Höhe der Stigmen angeordnet. Die Genitalien der Männchen sind einfach und bestehen aus einer Conjuctiva, die einen schlauchförmigen endophallischen Kanal umschließt. Die Spermatheca ist zurückgebildet und einfach. Sie ist sackförmig oder kugelig aufgebaut und es fehlen ihr der flanschartige Teil und ein Pumpmechanismus. Der Ovipositor der Weibchen ist tellerförmig. Die Nymphen haben einen stark kugeligen, glänzenden, stark sklerotisierten Körper. Die meisten ihrer tergalen Nähte am Hinterleib sind verwachsen.
Der verkürzte Körper, das vergrößerte Schildchen, die langgestreckten Fühler der Männchen und vermutlich auch der einfache Bau der Genitalien beider Geschlechter sind charakteristisch für die Gruppe.

## Vorkommen
Die Gattung ist ausschließlich neotropisch verbreitet, wobei Megaris majusculus ein Endemit von Kuba ist.

## Lebensweise
Zumindest von Megaris puertoricensis und Megaris semiamicta ist bekannt, dass sie sich von Kirschmyrten (Eugenia) ernähren, wobei letztere Art an deren Blüten saugt.

## Taxonomie und Systematik
McAtee & Malloch beschrieben das Taxon ursprünglich 1928 als Unterfamilie der Baumwanzen (Pentatomidae). Frederick McDonald erhob sie 1979 in den Familienrang.

## Belege